# Sportlövészet a 2000. évi nyári olimpiai játékokon
A 2000. évi nyári olimpiai játékokon a sportlövészetben tizenhét versenyszámot rendeztek.

## Éremtáblázat
(Magyarország és a rendező ország csapata eltérő háttérszínnel, az egyes számoszlopok legmagasabb értéke, vagy értékei vastagítással kiemelve.)
| A 2000. évi nyári olimpiai játékok éremtáblázata férfi sportlövészetben | A 2000. évi nyári olimpiai játékok éremtáblázata férfi sportlövészetben | A 2000. évi nyári olimpiai játékok éremtáblázata férfi sportlövészetben | A 2000. évi nyári olimpiai játékok éremtáblázata férfi sportlövészetben | A 2000. évi nyári olimpiai játékok éremtáblázata férfi sportlövészetben | Olimpia  |
| ----------------------------------------------------------------------- | ----------------------------------------------------------------------- | ----------------------------------------------------------------------- | ----------------------------------------------------------------------- | ----------------------------------------------------------------------- | -------- |
|                                                                         | Ország                                                                  | Arany                                                                   | Ezüst                                                                   | Bronz                                                                   | Összesen |
| 1.                                                                      | Kína (CHN)                                                              | 3                                                                       | 2                                                                       | 3                                                                       | 8        |
| 2.                                                                      | Bulgária (BUL)                                                          | 2                                                                       | 0                                                                       | 0                                                                       | 2        |
| 2.                                                                      | Svédország (SWE)                                                        | 2                                                                       | 0                                                                       | 0                                                                       | 2        |
| 4.                                                                      | Oroszország (RUS)                                                       | 1                                                                       | 3                                                                       | 2                                                                       | 6        |
| 5.                                                                      | Ausztrália (AUS)                                                        | 1                                                                       | 1                                                                       | 1                                                                       | 3        |
| 6.                                                                      | Franciaország (FRA)                                                     | 1                                                                       | 1                                                                       | 0                                                                       | 2        |
| 6.                                                                      | Nagy-Britannia (GBR)                                                    | 1                                                                       | 1                                                                       | 0                                                                       | 2        |
| 8.                                                                      | Egyesült Államok (USA)                                                  | 1                                                                       | 0                                                                       | 2                                                                       | 3        |
| 9.                                                                      | Azerbajdzsán (AZE)                                                      | 1                                                                       | 0                                                                       | 0                                                                       | 1        |
| 9.                                                                      | Litvánia (LTU)                                                          | 1                                                                       | 0                                                                       | 0                                                                       | 1        |
| 9.                                                                      | Lengyelország (POL)                                                     | 1                                                                       | 0                                                                       | 0                                                                       | 1        |
| 9.                                                                      | Szlovénia (SLO)                                                         | 1                                                                       | 0                                                                       | 0                                                                       | 1        |
| 9.                                                                      | Ukrajna (UKR)                                                           | 1                                                                       | 0                                                                       | 0                                                                       | 1        |
|                                                                         |                                                                         |                                                                         |                                                                         |                                                                         |          |
| 14.                                                                     | Fehéroroszország (BLR)                                                  | 0                                                                       | 1                                                                       | 3                                                                       | 4        |
| 15.                                                                     | Csehország (CZE)                                                        | 0                                                                       | 1                                                                       | 1                                                                       | 2        |
| 15.                                                                     | Olaszország (ITA)                                                       | 0                                                                       | 1                                                                       | 1                                                                       | 2        |
| 17.                                                                     | Dánia (DEN)                                                             | 0                                                                       | 1                                                                       | 0                                                                       | 1        |
| 17.                                                                     | Finnország (FIN)                                                        | 0                                                                       | 1                                                                       | 0                                                                       | 1        |
| 17.                                                                     | Dél-Korea (KOR)                                                         | 0                                                                       | 1                                                                       | 0                                                                       | 1        |
| 17.                                                                     | Moldova (MDA)                                                           | 0                                                                       | 1                                                                       | 0                                                                       | 1        |
| 17.                                                                     | Svájc (SUI)                                                             | 0                                                                       | 1                                                                       | 0                                                                       | 1        |
| 17.                                                                     | Jugoszlávia (YUG)                                                       | 0                                                                       | 1                                                                       | 0                                                                       | 1        |
|                                                                         |                                                                         |                                                                         |                                                                         |                                                                         |          |
| 23.                                                                     | Magyarország (HUN)                                                      | 0                                                                       | 0                                                                       | 1                                                                       | 1        |
| 23.                                                                     | Norvégia (NOR)                                                          | 0                                                                       | 0                                                                       | 1                                                                       | 1        |
| 23.                                                                     | Kuvait (KUW)                                                            | 0                                                                       | 0                                                                       | 1                                                                       | 1        |
| 23.                                                                     | Románia (ROU)                                                           | 0                                                                       | 0                                                                       | 1                                                                       | 1        |
|                                                                         |                                                                         |                                                                         |                                                                         |                                                                         |          |
| Összesen                                                                | Összesen                                                                | 17                                                                      | 17                                                                      | 17                                                                      | 51       |

## Férfi

### Éremtáblázat
(A rendező ország csapata és a magyar érmesek eltérő háttérszínnel, az egyes számoszlopok legmagasabb értéke, vagy értékei vastagítással kiemelve.)
| A 2000. évi nyári olimpiai játékok éremtáblázata férfi sportlövészetben | A 2000. évi nyári olimpiai játékok éremtáblázata férfi sportlövészetben | A 2000. évi nyári olimpiai játékok éremtáblázata férfi sportlövészetben | A 2000. évi nyári olimpiai játékok éremtáblázata férfi sportlövészetben | A 2000. évi nyári olimpiai játékok éremtáblázata férfi sportlövészetben | Olimpia  |
| ----------------------------------------------------------------------- | ----------------------------------------------------------------------- | ----------------------------------------------------------------------- | ----------------------------------------------------------------------- | ----------------------------------------------------------------------- | -------- |
|                                                                         | Ország                                                                  | Arany                                                                   | Ezüst                                                                   | Bronz                                                                   | Összesen |
| 1.                                                                      | Kína (CHN)                                                              | 2                                                                       | 1                                                                       | 1                                                                       | 4        |
| 2.                                                                      | Oroszország (RUS)                                                       | 1                                                                       | 1                                                                       | 1                                                                       | 3        |
| 3.                                                                      | Ausztrália (AUS)                                                        | 1                                                                       | 1                                                                       | 0                                                                       | 2        |
| 3.                                                                      | Nagy-Britannia (GBR)                                                    | 1                                                                       | 1                                                                       | 0                                                                       | 2        |
| 5.                                                                      | Bulgária (BUL)                                                          | 1                                                                       | 0                                                                       | 0                                                                       | 1        |
| 5.                                                                      | Franciaország (FRA)                                                     | 1                                                                       | 0                                                                       | 0                                                                       | 1        |
| 5.                                                                      | Svédország (SWE)                                                        | 1                                                                       | 0                                                                       | 0                                                                       | 1        |
| 5.                                                                      | Szlovénia (SLO)                                                         | 1                                                                       | 0                                                                       | 0                                                                       | 1        |
| 5.                                                                      | Ukrajna (UKR)                                                           | 1                                                                       | 0                                                                       | 0                                                                       | 1        |
|                                                                         |                                                                         |                                                                         |                                                                         |                                                                         |          |
| 10.                                                                     | Fehéroroszország (BLR)                                                  | 0                                                                       | 1                                                                       | 2                                                                       | 3        |
| 11.                                                                     | Csehország (CZE)                                                        | 0                                                                       | 1                                                                       | 1                                                                       | 2        |
| 12.                                                                     | Dánia (DEN)                                                             | 0                                                                       | 1                                                                       | 0                                                                       | 1        |
| 12.                                                                     | Finnország (FIN)                                                        | 0                                                                       | 1                                                                       | 0                                                                       | 1        |
| 12.                                                                     | Moldova (MDA)                                                           | 0                                                                       | 1                                                                       | 0                                                                       | 1        |
| 12.                                                                     | Svájc (SUI)                                                             | 0                                                                       | 1                                                                       | 0                                                                       | 1        |
|                                                                         |                                                                         |                                                                         |                                                                         |                                                                         |          |
| 16.                                                                     | Egyesült Államok (USA)                                                  | 0                                                                       | 0                                                                       | 1                                                                       | 1        |
| 16.                                                                     | Kuvait (KUW)                                                            | 0                                                                       | 0                                                                       | 1                                                                       | 1        |
| 16.                                                                     | Norvégia (NOR)                                                          | 0                                                                       | 0                                                                       | 1                                                                       | 1        |
| 16.                                                                     | Olaszország (ITA)                                                       | 0                                                                       | 0                                                                       | 1                                                                       | 1        |
| 16.                                                                     | Románia (ROU)                                                           | 0                                                                       | 0                                                                       | 1                                                                       | 1        |
|                                                                         |                                                                         |                                                                         |                                                                         |                                                                         |          |
| Összesen                                                                | Összesen                                                                | 10                                                                      | 10                                                                      | 10                                                                      | 30       |

### Érmesek
| A 2000. évi nyári olimpiai játékok férfi érmesei sportlövészetben |                                                             |                                                        |                                                          |
| Versenyszám                                                       | Arany                                                       | Ezüst                                                  | Bronz                                                    |
| Légpisztoly                                                       | Franck Dumoulin · Franciaország (FRA) · 688.9 OCS (590 OCS) | Vang Ji-fu · Kína (CHN) · 686.9 OCS (590 OCS)          | Ihar Baszinszki · Fehéroroszország (BLR) · 682.7 (583)   |
| Gyorstüzelő pisztoly (2 × 30 löv.)                                | Szergej Alifirenko · Oroszország (RUS) · 687.6 (587)        | Michel Ansermet · Svájc (SUI) · 686.1 (587)            | Iulian Raicea · Románia (ROU) · 684.6 (587)              |
| Szabadpisztoly (60 löv.)                                          | Tanyu Kirjakov · Bulgária (BUL) · 666.0 (570)               | Ihar Baszinszki · Fehéroroszország (BLR) · 663.3 (569) | Martin Tenk · Csehország (CZE) · 662.5 (566)             |
| Légpuska (60 löv.)                                                | Kaj La-Jin · Kína (CHN) · 696.4 OCS (594)                   | Artyom Hadzsibekov · Oroszország (RUS) · 695.1 (592)   | Jevgenyij Alejnyikov · Oroszország (RUS) · 693.8 (592)   |
| Kisöbű puska fekvö (60 lövés)                                     | Jonas Edman · Svédország (SWE) · 701.3 (599)                | Torben Grimmel · Dánia (DEN) · 700.4 (597)             | Szjarhej Martinav · Fehéroroszország (BLR) · 700.3 (598) |
| Kisöbű puska összetett (3 × 40 löv.)                              | Rajmond Debevec · Szlovénia (SLO) · 1275.1 OCS (1177 OCS)   | Juha Hirvi · Finnország (FIN) · 1270.5 (1171)          | Harald Stenvaag · Norvégia (NOR) · 1268.6 (1175)         |
| Futócél (30+30 löv.)                                              | Yang Ling · Kína (CHN) · 681.1 (581)                        | Oleg Moldovan · Moldova (MDA) · 681.0 (580)            | Niu Csi-jüan · Kína (CHN) · 677.4 (578)                  |
| Skeet (125 korong)                                                | Mikola Milcsev · Ukrajna (UKR) · 150 VCS (125 VCS)          | Petr Málek · Csehország (CZE) · 148 (124)              | James Todd Graves · Egyesült Államok (USA) · 147 (123)   |
| Trap (125 korong)                                                 | Michael Diamond · Ausztrália (AUS) · 147 (122)              | Ian Peel · Nagy-Britannia (GBR) · 142 (118)            | Giovanni Pellielo · Olaszország (ITA) · 140 (116)        |
| Dupla trap (150 korong)                                           | Richard Faulds · Nagy-Britannia (GBR) · 187/3 (141)         | Russel Mark · Ausztrália (AUS) · 187/2 (143 OCS)       | Fehajd ed-Díháni · Kuvait (KUW) · 186 (141)              |

## Női

### Éremtáblázat
| A 2000. évi nyári olimpiai játékok éremtáblázata női sportlövészetben | A 2000. évi nyári olimpiai játékok éremtáblázata női sportlövészetben | A 2000. évi nyári olimpiai játékok éremtáblázata női sportlövészetben | A 2000. évi nyári olimpiai játékok éremtáblázata női sportlövészetben | A 2000. évi nyári olimpiai játékok éremtáblázata női sportlövészetben | Olimpia  |
| --------------------------------------------------------------------- | --------------------------------------------------------------------- | --------------------------------------------------------------------- | --------------------------------------------------------------------- | --------------------------------------------------------------------- | -------- |
|                                                                       | Ország                                                                | Arany                                                                 | Ezüst                                                                 | Bronz                                                                 | Összesen |
| 1.                                                                    | Kína (CHN)                                                            | 1                                                                     | 1                                                                     | 2                                                                     | 4        |
| 2.                                                                    | Egyesült Államok (USA)                                                | 1                                                                     | 0                                                                     | 1                                                                     | 2        |
| 3.                                                                    | Azerbajdzsán (AZE)                                                    | 1                                                                     | 0                                                                     | 0                                                                     | 1        |
| 3.                                                                    | Bulgária (BUL)                                                        | 1                                                                     | 0                                                                     | 0                                                                     | 1        |
| 3.                                                                    | Lengyelország (POL)                                                   | 1                                                                     | 0                                                                     | 0                                                                     | 1        |
| 3.                                                                    | Litvánia (LTU)                                                        | 1                                                                     | 0                                                                     | 0                                                                     | 1        |
| 3.                                                                    | Svédország (SWE)                                                      | 1                                                                     | 0                                                                     | 0                                                                     | 1        |
|                                                                       |                                                                       |                                                                       |                                                                       |                                                                       |          |
| 8.                                                                    | Oroszország (RUS)                                                     | 0                                                                     | 2                                                                     | 1                                                                     | 3        |
| 9.                                                                    | Franciaország (FRA)                                                   | 0                                                                     | 1                                                                     | 0                                                                     | 1        |
| 9.                                                                    | Jugoszlávia (YUG)                                                     | 0                                                                     | 1                                                                     | 0                                                                     | 1        |
| 9.                                                                    | Dél-Korea (KOR)                                                       | 0                                                                     | 1                                                                     | 0                                                                     | 1        |
| 9.                                                                    | Olaszország (ITA)                                                     | 0                                                                     | 1                                                                     | 0                                                                     | 1        |
|                                                                       |                                                                       |                                                                       |                                                                       |                                                                       |          |
| 13.                                                                   | Ausztrália (AUS)                                                      | 0                                                                     | 0                                                                     | 1                                                                     | 1        |
| 13.                                                                   | Fehéroroszország (BLR)                                                | 0                                                                     | 0                                                                     | 1                                                                     | 1        |
| 13.                                                                   | Magyarország (HUN)                                                    | 0                                                                     | 0                                                                     | 1                                                                     | 1        |
|                                                                       |                                                                       |                                                                       |                                                                       |                                                                       |          |
| Összesen                                                              | Összesen                                                              | 7                                                                     | 7                                                                     | 7                                                                     | 21       |

### Érmesek
| A 2000. évi nyári olimpiai játékok női érmesei sportlövészetben |                                                           |                                                      |                                                             |
| Versenyszám                                                     | Arany                                                     | Ezüst                                                | Bronz                                                       |
| Légpisztoly                                                     | Tao Lu-na · Kína (CHN) · 488.2 (390)                      | Jasna Šekarić · Jugoszlávia (YUG) · 486.5 (388)      | Annemarie Folder · Ausztrália (AUS) · 484.0 (385)           |
| Sportpisztoly (30+30)                                           | Marija Grozdeva · Bulgária (BUL) · 690.3 OCS (589)        | Tao Lu-na · Kína (CHN) · 689.8 (590 OCS)             | Lalita Javhlevszkaja · Fehéroroszország (BLR) · 686.0 (583) |
| Légpuska                                                        | Nancy Johnson · Egyesült Államok (USA) · 497.7 (395)      | Kang Cshohjon · Dél-Korea (KOR) · 497.5 (397)        | Kao Jing · Kína (CHN) · 497.2 (394)                         |
| Kisöbű puska összetett (3x20 löv.)                              | Renata Mauer-Różańska · Lengyelország (POL) · 684.6 (585) | Tatyjana Goldobina · Oroszország (RUS) · 680.9 (585) | Marija Feklisztova · Oroszország (RUS) · 679.9 (582)        |
| Skeet (75 korong)                                               | Zemfira Meftahətdinova · Azerbajdzsán (AZE) · 98 (73)     | Szvetlana Gyomina · Oroszország (RUS) · 95 (70)      | Igaly Diána · Magyarország (HUN) · 93/4 (71)                |
| Trap (75 korong)                                                | Daina Gudzinevičiūtė · Litvánia (LTU) · 93 (71)           | Delphine Racinet · Franciaország (FRA) · 92 (67)     | Kao O · Kína (CHN) · 90 (68)                                |
| Dupla trap (120 korong)                                         | Pia Hansen · Svédország (SWE) · 148 OCS (112 OCS)         | Deborah Gelisio · Olaszország (ITA) · 144 (107)      | Kimbery Rhode · Egyesült Államok (USA) · 139 (103)          |